# Akercocke
Akercocke — английская блэк-дэт-метал-группа, образованная в 1997 году в Лондоне, Великобритания.

## История
Akercocke была образована в Лондоне в 1997 году гитаристом/вокалистом Джейсоном Мендонсой и ударником Дэвидом Грэем, которые ранее играли в группе Salem Orchid. Позже в группе присоединился второй гитарист Пол Сканлан, басист Питер Теобальдс и клавишник Мартин Бонсойр. В этом составе группа записала свой дебютный альбом Rape of the Bastard Nazarene в 1999 году. Альбом привлёк внимание лейбл Peaceville Records и в 2001 году был выпущен на этом лейбле второй альбом The Goat of Mendes. В 2003 году подписала контракт с лейблом Earache Records и выпустила на нём свой третий альбом Choronzon. После записи этого альбома из группы ушли Пол Сканлан и Мартин Бонсойр. Позже к ним присоединились гитарист Мэтт Уилкок и клавишник Дэниель «The Ritz» Ривс. После тура 2004 года с Mortician и Vehemence группа идёт в студию записывать следующий альбом. В 2005 году на Earache Records вышел четвёртый альбом Words That Go Unspoken, Deeds That Go Undone и группа отправилась в европейский тур вместе с Mortician и Blood Red Throne. В 2006 году группу покидает клавишник Дэниель Ривс. Позже в 2007 году ушёл басист Питер Теобальдс и его заменил Питер Бенджамин. В этом же году вышел пятый и последний альбом группы Antichrist на Earache Records. В августе этого же года команда дала концерт в Лондоне, посвящённый своей 10-летней годовщине. Выступление было снято для DVD A Decade of Devil Worship, который должен был выйти вместе с новым альбомом в 2010 году. В 2010 году из-за разногласий с группой уходит Мэтт Уилкок и его заменил Дэниель Кнайт. Новый альбом так и не был записан. Свой последний концерт группа дала в 2011 году во Франции. В 2012 году коллектив распался.

### Возвращение
25 апреля 2016 на своём сайте группа объявила о своём возвращении и представила новый трек «Inner Sanctum». В скором времени Akercocke в 2017 году выпустят шестой по счёту альбом Renaissance in Extremis. Группа также объявила о своём турне по Великобритании и о выступлении на фестивале «Bloodstock 2016».

## Состав
- Джейсон Мендонса — вокал, гитара (1997—2012, 2016 — наши дни)
- Дэвид Грэй — ударные (1997—2012, 2016 — наши дни)
- Пол Сканлан — гитара (1997—2003, 2016 — наши дни)
- Натаниэль Андервуд — бас-гитара (2016 — наши дни)

### Бывшие участники
- Питер Бенджамин — бас-гитара (2007—2012)
- Дэниэл Найт — гитара (2010—2012)
- Мартин Бонсуар — клавишные (1997—2003)
- Дэниэл «The Ritz» Ривс — клавишные (2003—2006)
- Питер Теобальдс — бас-гитара (1997—2007)
- Мэтт Уилкок — гитара (2004—2010)

## Дискография
- Promo 1998 (1998)
- Rape of the Bastard Nazarene (1999)[3][4][5]
- The Goat of Mendes (2001)[6][7][8]
- Choronzon (2003)[9][10][11][12]
- Eyes Of The Dawn (Demo) (2005)
- Words That Go Unspoken, Deeds That Go Undone (2005)[13][14][15][16][17][18][19][20]
- Antichrist (2007)[21][22][23][24]
- Renaissance in Extremis (2017)[25][26][27][28][29][30][31]
- Decades of Devil Worship (2023, концертный альбом)